# Mücahit Atalay
Mücahit Atalay (* 26. Oktober 1991 in Of) ist ein türkischer Fußballtorhüter, der für 1922 Konyaspor spielt.

## Karriere

### Vereinskarriere
Atalay begann mit dem Vereinsfußball in der Jugendabteilung von Gençlerbirliği ASAŞ, jenem Verein der seinen Namen im Sommer 2008 in Hacettepe SK änderte und seit 2003 dem langjährigen türkischen Erstligisten Gençlerbirliği Ankara untersteht.
Im Sommer 2009 wechselte Atalay mit einem Profivertrag ausgestattet in die Nachwuchsabteilung von Trabzonspor, dem bekanntesten und erfolgreichsten Verein von Atalays Heimatprovinz Trabzon. Hier spielte Atalay zwei Spielzeiten lang für die Nachwuchs- bzw. Reservemannschaft. Im Sommer 2011 wurde er an den Zweitverein Trabzonspor, an den  Drittligisten 1461 Trabzon ausgeliehen, blieb hier aber eine Saison als Ersatzkeeper ohne Pflichtspieleinsatz. Mit diesem Verein wurde er in der Saison 2011/12 Meister der TFF 2. Lig und stieg damit in die TFF 1. Lig auf.
Zur Saison 2012/13 wechselte Atalay zum Erstligisten Elazığspor. Bei diesem Klub spielte er eher für die Reservemannschaft, befand sich aber als zweiter Ersatzkeeper auch im Kader der Profis. Am 17. Mai 2014 gab er in der Erstligapartie gegen Çaykur Rizespor sein Profidebüt.
Im Januar 2016 wechselte er zu Hatayspor.

### Nationalmannschaftskarriere
Atalay begann seine Nationalmannschaftskarriere 2008 mit einem Einsatz für die türkische U-17-Jugendnationalmannschaft. Anschließend spielte er noch für die türkische U-18- und die U-19-Auswahlmannschaften.

## Erfolge
Mit 1461 Trabzon
- Meister der TFF 2. Lig und Aufstieg in die TFF 1. Lig: 2011/12 (Ohne Einsatz)